# Balti-dynastie
De Balti-dynastie (Latijns Balti of Balthi, d.w.z. Balts) was de eerste familie van heersers van de Visigoten in de periode van 395 tot 531. De Visigoten werden door deze familie het West-Romeinse rijk binnengeleid.

## Naamgeving
Volgens de historicus Ablabius, zoals verteld door de historicus Jordanes, werden de Visigoten al sinds de oudheid geregeerd door de Balti. Jordanes daarentegen zegt zelf dat alle Goten vroeger werden geregeerd door de Amaldynastie. Jordanes vertrouwt hier op zijn eigen bron, de Romeinse schrijver Cassiodorus en zegt dat de Balti de opvolgers waren na de Ostrogotische Amals. Hij beweert dat de familie in vroegere tijden geroemd werden vanwege hun moedige optreden: "Baltha, wat [in het Gotisch] stoutmoedig betekent" (Baltha, qui est audax ). De historicus Herwig Wolfram daarentegen is van mening dat de naam kan zijn afgeleid van het eiland Baltia genoemd door Plinius de Oudere (die schrijft over het het eiland van de Balten), dat hij ook Basilia (d.w.z. koninklijk land) noemt.

## Geschiedenis
De Visigoten als natie werden pas in 395 gevormd onder de heerschappij van Alarik I, de eerstgenoemde Balt. Hij is met name bekend vanwege zijn plundering van de Romeinse hoofdstad Rome in 410. Zijn nakomelingen bleven regeren tot 531, toen met de dood van Amalarik de dynastie uitstierf. In 507 werden de Visigoten verslagen door de Franken in de Slag bij Vouillé en verloren ze het grootste deel van hun koninkrijk. In 511 kwam de Ostrogotische koning Theoderik de Grote tussenbeide om de Balti-koning Gesalek af te zetten. Hij regeerde vervolgens zelf tot aan zijn dood in 526, toen Amalarik hem opvolgde. De tussenkomst van Theoderik wordt vaak gezien als de redding van het Visigotische koninkrijk, maar maakte wel een einde aan de Balti-dynastie.
Het privévermogen (res privata) van de Balti-koningen, dat een fundament van hun legitimiteit vormde, werd omgevormd tot de koninklijke schatkist (thesaurus regalis) en werd na 531 staatseigendom. Het dynastieke principe werd verlaten en koningen werden voortaan gekozen door verkiezing tot de val van het Visigotische koninkrijk in 711.

## Balti-koningen
- Alarik I (395-410)
- Ataulf (410-415)
- Wallia (415–419)
- Theoderik I (419-451)
- Thorismund (451-453)
- Theoderik II (453-466)
- Eurik (466-484)
- Alarik II (484-507)
- Gesalik (507–511)
- Amalarik (526-531)

## Verder lezen
- Peter Heather: Cassiodorus and the Rise of the Amals. Genealogy and the Goths under Hun Domination, in: Journal of Roman Studies 79 (1989), S. 103–128.
- Peter Heather: Goths and Romans, 332–489, Oxford 1991.
- H. Kuhn/R. Wenskus: Amaler, in: Reallexikon der germanischen Altertumskunde, Bd. 1, S. 246–248.
- Henry Bradley, The Goths: from the Earliest Times to the End of the Gothic Dominion in Spain. Second edition, 1883, New York: G.P. Putnam's Sons, chapter 1.